# Кормисош (резерват)
Кормисош е името на резерват, разположен в Родопите. На територията на резервата се намира Червеният камък. Той представлява голяма скална стена и е едно от местата, на които се срещат голям брой диви кози. На върха на Червения камък са открити останки от древнотракийско светилище.

## Флора
В отделни части на резервата се срещат вековни дъбови гори с неголяма площ. Флората на резервата е много разнообразна, като в по-високите му части преобладават вековни иглолистни гори от бял и черен бор. В широколистния пояс преобладават дървесните видове дъб, габър, мъждрян и други. В Кормисош са установени значителен брой висши растения, като голяма част от тях присъстват в Червената книга на България.

## Фауна
Животинският свят в резерват Кормисош е изключително богат. Срещат се голям брой бозайници. Тук се намират най-големите популации на кафява мечка, благороден елен и вълк на територията на България. Освен това се срещат дива коза, муфлон, дива свиня, сърна, както и елен лопатар. През последните години рязко нараства броят на вълците, обитаващи резервата. В близост до резервата се намира развъдник за кафяви мечки, в който животните са оградени, но живеят при условия, близки до тези в нормалната им среда за живот.